# Kurier Polski (1829–1831)
Kurier Polski (Kuryer Polski) – dziennik społeczno-polityczny wydawany w latach 1829–1831 w Warszawie.
Od 9 grudnia 1830 „Kurier Polski” był wydawany i redagowany przez Ksawerego Bronikowskiego, Adolfa Cichowskiego i Maurycego Mochnackiego, którzy opuścili redakcję „Gazety Polskiej”. 
Łamy dziennika były sceną ostatniej fazy walki romantyków z klasykami. W czasie powstania listopadowego dominowała problematyka polityczna.